# Ilaria Galbusera
Ilaria Galbusera (Bergamo, 3 febbraio 1991) è una pallavolista italiana con una sordità congenita bilaterale.
Opposto, è capitana della nazionale italiana di pallavolo sorde con cui ha vinto sei prestigiose medaglie intercontinentali, tra Deaflympics, Mondiali ed Europei.

## Biografia
Nata sorda, è cresciuta a Sorisole in provincia di Bergamo in una famiglia con mamma e fratello udenti e papà sordo. Partecipò alla gara di Miss Deaf World nel 2011 per l'Italia, a Praga, nella Repubblica Ceca aggiudicandosi il titolo di Miss Deaf World e Miss Deaf Sympathy.
Il 29 dicembre 2018 è nominata all'Ordine al merito della Repubblica italiana dal Palazzo del Quirinale per "l'impegno e la passione con cui fa dello sport uno strumento di conoscenza e inclusione delle diversità".
Attiva da molti anni nel sociale, ha collaborato alla realizzazione di campi estivi sportivi per l'integrazione dei bambini e ragazzi sordi a livello nazionale, mentre a livello internazionale, è stata promotrice di un viaggio in Ghana per aiutare la Federazione locale, che non aveva potuto partecipare alla competizione olimpica per mancanza di risorse economiche, a raccogliere fondi.
Ilaria è spesso ospite a eventi nazionali e internazionali e viene periodicamente invitata da aziende e istituzioni a tenere speech motivazionali, in cui mostra la sua vita come esempio per superare i limiti e le difficoltà quotidiane.
Nel 2018 è TEDx Speaker presso TEDx Bergamo.
Nel 2022, nell'aula Gruppi Parlamentari di Montecitorio, riceve il premio internazionale "Standout Woman Award", un riconoscimento che premia le donne che nella loro ordinarietà compiono azioni straordinarie.

## Carriera filmografica
Nel 2016 collabora con il regista udente Antonino Guzzardi a realizzare un documentario sulle realtà di atleti azzurri affetti da sordità intitolato "Il rumore della vittoria"  che ha ottenuto numerosi riconoscimenti in ambito cinematografico in tutta Italia ed è uscito in alcune sale cinematografiche. Nel 2019, il documentario potrà essere acquistato anche in formato DVD.

## Carriera sportiva
Dall'età di 12 anni inizia la carriera in pallavolo in diverse società della Federazione Sport Sordi Italia e in diverse squadre di pallavolo affiliate alla FIPAV.

### Giocatrice

#### Club
Cresciuta nell'Excelsior Bergamo, ha fatto parte della ASS Lodovico Pavoni di Brescia per i campionati di pallavolo FSSI.

#### Nazionale
Nel 2007 partecipò ai Campionati Europei di pallavolo femminile per sorde che arrivò al 7º posto in classifica.
Ha gareggiato ai Giochi olimpici estivi silenziosi del 2009, arrivando al 6º posto.
Nel 2011 vinse la prima medaglia d'argento agli Europei di pallavolo ad Antalya, in Turchia.
Nel 2013 gareggiò ai Deaflympics con la Nazionale pallavolo femminile sorde ed arrivò al 7º posto.
Nel 2015 gareggiò con la squadra femminile ai Campionati Europei di pallavolo, conquistando il 5º posto.
Vinse l'argento a Samsun in Turchia ai Giochi olimpici estivi silenziosi del 2017 con la squadra della Nazionale di pallavolo femminile sorde dell'Italia.
Dalle Olimpiadi del 2017, vinse 4 medaglie consecutive:
- il primo Oro nella storia della Nazionale di Pallavolo femminile Sorde, conquistato agli Europei di Cagliari nel 2019;
- un argento ai Mondiali di Chianciano Terme nel 2021;
- un argento alle Deaflympics di Caxias Do Sul, in Brasile, nel 2022;
- un bronzo agli Europei di Karabuk, in Turchia, nel 2023.

## Filmografia
- Il rumore della vittoria (documentario, 2016, regia di Antonino Guzzardi)[15]